# Petites affiches
Petites affiches se veut l'héritier du journal d'annonce éponyme fondé par Théophraste Renaudot en 1612. 
Il traite l'actualité sous forme d'interviews, de rendez-vous ou panoramas thématiques, de brèves…  et publie des articles de doctrine et de jurisprudence rédigés par des universitaires et praticiens renommés ainsi que des chroniques périodiques en droit des assurances, droit des contrats, droit de l'enfant, droit du patrimoine, droit médical, droit pénal de l'entreprise, droit constitutionnel.
Il est également habilité à publier les annonces légales à Paris et dans les départements de la petite couronne parisienne.